# Bodies (Fernsehserie, 2023)
Bodies (Kurzform zu englisch dead body, eigentlich corpse für „Leiche“) ist eine britische Mystery-Miniserie mit Science-Fiction-, Drama- und Krimielementen, die vom Streaminganbieter Netflix in Auftrag gegeben und am 19. Oktober 2023 auf dessen Streaming-Portal veröffentlicht worden ist. Die Serie basiert auf einer Graphic Novel von Si Spencer aus dem Jahr 2014.

## Handlung
In der Longharvest Lane, einer kleinen Gasse im Londoner East End, wird die Leiche eines unbekannten Mannes gefunden. Der Tote ist nackt, hat eine Schussverletzung im linken Auge und eine merkwürdige Tätowierung an seinem Handgelenk. Wie sich bei der Obduktion der Leiche herausstellt, gibt es keine Austrittswunde des Projektils. Von der Kugel fehlt jede Spur.
Gleich vier Detectives  kommen ganz unabhängig voneinander zu dieser Erkenntnis, denn noch etwas ist merkwürdig: Dieselbe Leiche taucht gleich vier Mal auf, in vier verschiedenen Jahren: 1890 nimmt der versteckt bisexuelle Detective Inspector Alfred Hillinghead die Ermittlungen auf, im Jahr 1941 der jüdische Detective Sergeant Charles Whiteman, 2023 die muslimische Detective Sergeant Shahara Hasan und 2053 Detective Iris Maplewood, die durch einen genetischen Defekt querschnittsgelähmt ist, durch den Einsatz bionischer Hilfsmittel aber gehen kann.
Dabei werden die einzelnen Handlungsstränge der Protagonisten einerseits unabhängig in Szene gesetzt, zum anderen zu einem erzählerischen Ganzen verwoben. Alle vier Detectives verbindet unter anderem, dass sie mit Diskriminierungen zu kämpfen haben, durch die ihre Ermittlungen zusätzlich erschwert werden. Diese gehen nur schleppend voran, denn die Erkenntnisse jedes Einzelnen sind wie Puzzleteile, die nur als Gesamtheit langsam Sinn ergeben.
Wie sich nach und nach zeigt, ist Folgendes passiert: Im Jahr 2053 entdeckt der Wissenschaftler Gabriel Defoe eine Möglichkeit der Zeitreise. Zu dieser Zeit herrscht eine Art „Regime der Liebe“, Protagonist dieses Regimes ist Commander Elias Mannix. Er bedroht Defoe und reist in der Zeit zurück, in das Jahr 1889. Sein Ziel: Sich selbst zu erschaffen und die Wurzeln für sein Regime im Jahr 2053 zu legen. Ihm folgt Defoe, der jedoch von Detective Iris Maplewood angeschossen wird, als er die Zeitmaschine betritt. Defoes Körper landet in den Jahren 1890, 1941, 2023 und 2053 (einige Tage vor den Ereignissen der Zeitmaschine). Mannix kann sich als Sohn der Harker-Witwe ausgeben und mittels seiner Kenntnisse über die Börsenentwicklung wird er nicht nur sehr reich, sondern baut sich in kürzester Zeit ein System von Helfern auf, die wie eine Sekte arbeiten. Die Ermittlungen von Hillinghead sabotiert er, indem er Beweise gegen ihn in der Hand hat, dass Hillinghead bisexuell ist. Whiteman wiederum kann zwar im Jahr 1941 den mittlerweile sehr alten Mannix töten, jedoch ist da Mannix’ Plan bereits so weit fortgeschritten, dass seine Tötung keine Auswirkungen hat. Im Jahr 2023 sorgt Mannix’ Sekte dafür, dass der junge 14-jährige Mannix, der keine richtige Familie hat und sich von allen Menschen verlassen fühlt, eine Atombombe zündet, die der zeitreisende Mannix in früherer Zeit im Tresor einer Bank versteckt hat (bzw. hat verstecken lassen). Hierdurch sterben ca. eine halbe Million Menschen in London und Umgebung. Dies ist die Ursache für das spätere diktatorische Mannix-Regime.
Die Handlungsstränge kumulieren letztlich in der Auflösung eines Zeitparadoxons in der letzten Folge, final hervorgerufen durch moralische Einsicht, Gefühle von Schuld und Scham des Protagonisten Elias Mannix alias Sir Julian Harker sowie die Möglichkeit, Informationen mittels einer zu allerletzt besprochenen Schallplatte über die verschiedenen Zeitebenen hin zu vermitteln.

## Episodenliste
Am 19. Oktober 2023 wurden alle acht Folgen bei Netflix veröffentlicht.
| Nr. | Deutscher Titel              | Originaltitel               | Regie               | Drehbuch                     |
| --- | ---------------------------- | --------------------------- | ------------------- | ---------------------------- |
| 1   | Dann sind sie schon begraben | You’re Dead Already         | Marco Kreuzpaintner | Paul Tomalin                 |
| 2   | Wissen Sie, wer ich bin?     | Do You Know Who I Am?       | Marco Kreuzpaintner | Paul Tomalin                 |
| 3   | Nur Geduld, mein Freund      | All In Good Time            | Marco Kreuzpaintner | Paul Tomalin                 |
| 4   | Bis kurz vor dem Urschleim   | Right Up The Wazoo          | Marco Kreuzpaintner | Danusia Samal                |
| 5   | Wir sind einander Geister    | We Are One Another’s Ghosts | Haolu Wang          | Paul Tomalin                 |
| 6   | Die Welt gehört dir          | The World Is Yours          | Haolu Wang          | Danusia Samal & Paul Tomalin |
| 7   | Fang mich, wenn du kannst    | Catch Me If You Can         | Haolu Wang          | Paul Tomalin & Danusia Samal |
| 8   | Wisse, du wirst geliebt      | Know You Are Loved          | Haolu Wang          | Paul Tomalin & Danusia Samal |

## Rezeption
Patrick Heidmann schrieb für die taz: „Unabhängig von der noch offenen Frage, ob sich die Auflösung am Ende als komplexes, sich über die Dekaden erstreckendes Thriller-Rätsel oder doch als hanebüchener Sci-Fi-Humbug entpuppt: Spannend anzusehen ist das allemal. Der deutsche Regisseur Marco Kreuzpaintner inszeniert die erste Serienhälfte (bevor Haolu Wang übernimmt) überzeugend, straff und packend und kann sogar vergessen machen, dass die Budgets bei Netflix längst nicht mehr das sind, was sie mal waren.“